# 中谷智司
中谷 智司（なかたに ともじ、1968年11月22日 ‐ ）は、日本の政治家。民主党所属の元参議院議員（1期）、民主党徳島県連代表。

## 人物
徳島県徳島市出身。徳島大学卒業後、住友金属工業入社。
民主党の参院選候補者の公認を受け、2005年1月に会社を退社。2007年の第21回参議院議員通常選挙に民主党公認で徳島県選挙区から出馬し、初当選した。予算委員、経済産業委員、決算委員、財政金融委員、農林水産委員、参議院農林水産委員長、参議院共生社会・地域活性化に関する調査会委員を務めた。
趣味は「読書、旅行、食べ歩き」。「中谷智司と走る会」を2005年より主催し、「波吉野川マラソン大会」「健康ウォークin阿南」「とくしまマラソン」などに参加する。
2013年の第23回参議院議員通常選挙に徳島県選挙区から出馬したが、落選した。

## 政治活動・姿勢

### 中小企業政策
中小企業の経営課題として資金繰りを重視。2007年10月と12月の参議院経済産業委員会にて当時の経済産業大臣に資金繰り支援について質問。10月の参議院経済産業委員会では、複雑な租税特別措置を積み重ねるだけでなく、法人税の切り下げを広く中小企業に適用すべきと主張した。

### 農業政策
2012年6月の農林水産委員会、2012年7月の参議院予算委員会で「もうかる農業」について言及し、その重要性を野田総理大臣や農林水産大臣に主張した。また同参議院予算委員会では、当時の郡司彰農林水産大臣への質問で、畑作や果樹の多い徳島の農業を念頭に、対象品目の拡大について言及した。

### 中小企業憲章について
2010年、経済産業省政策会議に設置された中小企業・創業専門委員会の座長を務め、民主党内の意見をとりまとめるとともに、関係団体へのヒアリングを実施、中小企業憲章の方向性や内容について、直嶋正行経済産業大臣へ、「中小企業を大切にする社会をつくる」「中小企業の仕事をつくる」「中小企業で仕事をしやすい環境をつくる」という三つの観点から提言を行う。経済産業省は、この提言の内容を盛り込んで、中小企業憲章を策定した。

### TPPについて
2011年10月、全国農業協同組合中央会（JA全中）が国会議員の協力を得て国会に提出した「TPPの交渉参加に反対する国会請願」に署名しなかった。また、同月の「食とみどり、水を守る徳島県民会議と徳島人権・平和運動センター」の「TPP交渉への不参加を求める要請」に対して、「民主党の中でも意見が分かれていると思われているが、時間軸などの違いはあっても反対意見が多いと感じている」と話した。

### 南海トラフ超巨大地震について
2009年6月の決算委員会において、住宅、学校、病院などの耐震化やこれに関わる法整備について滞りなく行われるよう進言した。

## 来歴
- 1968年 徳島県徳島市生まれ。
- 1984年 徳島市富田中学校卒業。
- 1987年 徳島市立高等学校卒業。
- 1992年 徳島大学工学部知能情報工学科卒業。
- 1994年 徳島大学大学院工学研究科知能情報工学専攻修了。
  - 住友金属工業株式会社入社。
- 2002年 株式会社住友金属システムソリューションズ（現キヤノンシステムソリューションズ株式会社）へ転籍。
- 2005年 キヤノンシステムソリューションズ株式会社退社。
- 2007年 第21回参議院議員通常選挙に民主党公認で徳島県選挙区から出馬し、初当選。
  - 参議院経済産業委員会委員
  - 参議院予算委員会委員
  - 参議院国民生活・経済に関する調査会委員
- 2009年参議院政治倫理の確立及び選挙制度に関する特別委員会理事
  - 参議院国民生活・経済に関する調査会委員
  - 民主党徳島県総支部連合会とくしま地域戦略局局長
- 2010年経済産業省政策会議中小企業・創業専門委員会主査
  - 民主党徳島県総支部連合会代表
- 2011年参議院農林水産委員会委員
  - 参議院政府開発援助等に関する特別委員会委員
  - 参議院共生社会・地域活性化に関する調査会筆頭理事
- 2012年参議院農林水産委員長
- 2013年第23回参議院議員通常選挙で落選。